# Neusorg

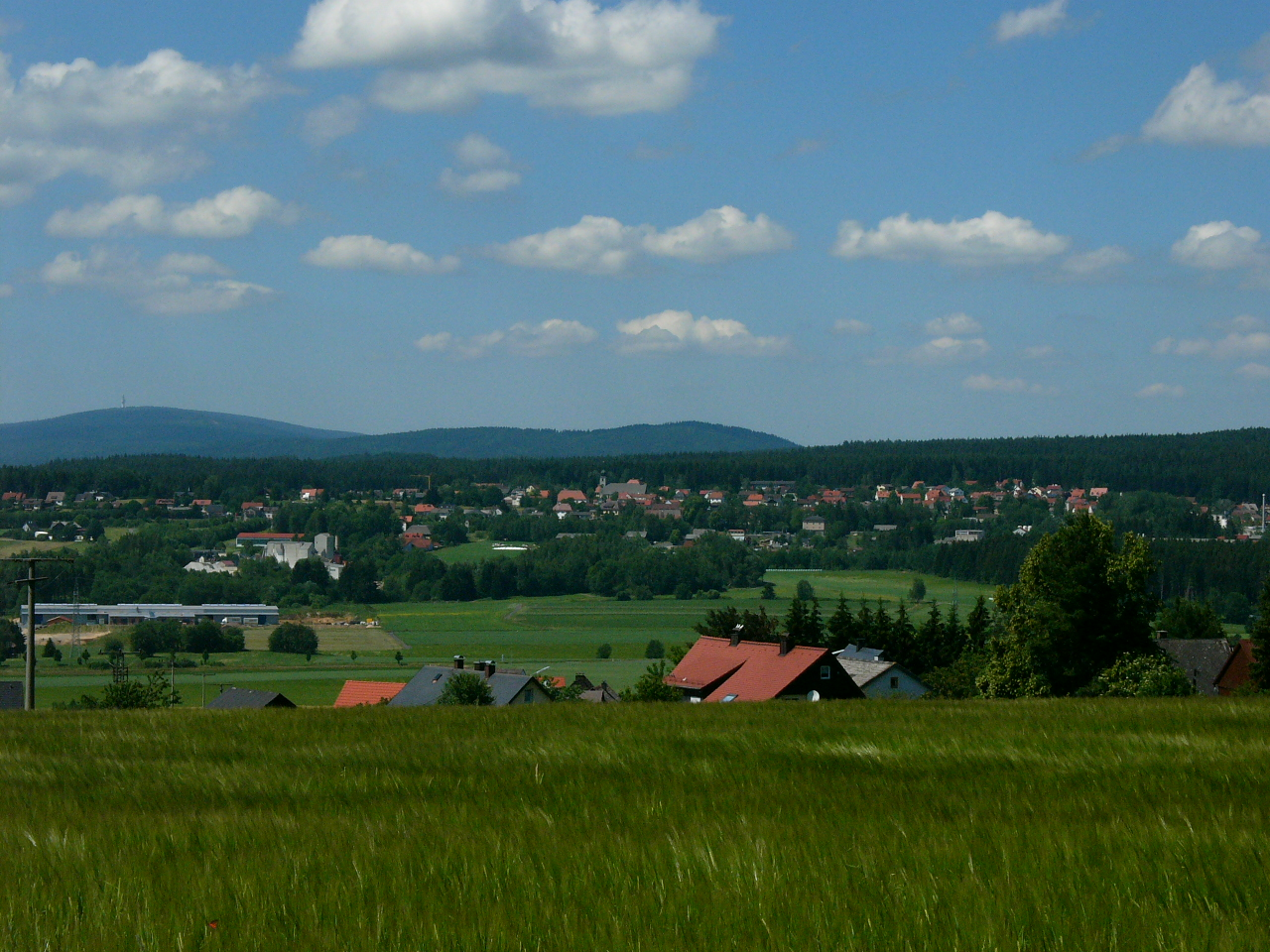
Blick auf Neusorg

Neusorg (bairisch Neiasorch) ist eine Gemeinde im Oberpfälzer Landkreis Tirschenreuth.

## Geografie

### Geografische Lage
Die Gemeinde liegt 11 Kilometer südwestlich von Marktredwitz und knapp 30 Kilometer östlich von Bayreuth. Der Hauptort Neusorg befindet sich im Süden des Gemeindegebietes, das größtenteils bewaldet ist. Durchs Gemeindegebiet fließt die Fichtelnaab.

### Nachbargemeinden
| Ebnath  |                                             | Waldershof  |
|         | Kompassrose, die auf Nachbargemeinden zeigt |             |
| Kulmain |                                             | Pullenreuth |

### Gemeindegliederung
Die Gemeinde Neusorg hat acht Gemeindeteile (in Klammern ist der Siedlungstyp angegeben):
- Neusorg (Pfarrdorf)
- Riglasreuth (Kirchdorf)
- Schwarzenreuth (Dorf)
- Stockau (Weiler)
- Stöcken (Weiler)
- Stöcken (Weiler)
- Wäsch (Einöde)
- Weihermühle (Dorf)
- Wernersreuth (Dorf)

Die beiden Weiler Stöcken zählen mittlerweile als ein Gemeindeteil.
Es gibt die Gemarkungen Neusorg und Riglasreuth.

## Geschichte

### Bis zum 19. Jahrhundert
Neusorg wurde um 1535 gegründet. Der Name des Ortes wurde zum ersten Mal in einem Brief des Jahres 1568 erwähnt, in dem es heißt: „... Neüesorg sey durch Ire Eltern vor ettlichen und dreissigk Jaren auffgebaut, mit Leutten besetzt.“ Beim Grundwort des Ortsnamens handelt es sich um einen ursprünglichen Flurnamen, der auf dem mittelhochdeutschen Begriff „sorge“ basiert. Dieser bedeutet so viel wie „Sorge, Besorgnis, Kummer“ und lässt einen Zusammenhang mit einem dürftigen Boden erkennen. Der Ortsname dürfte sich daher daraus erklären, dass die Qualität der zur Verfügung stehende Agrarflächen den Ansiedlern einen Anlass zur Sorge gaben. Seit Mitte des 17. Jahrhunderts bis 1854 wurde dort Bergbau betrieben. Bis dahin war der Ort eine kleine Siedlung, erst durch den Bau der Bahnstrecke Nürnberg–Cheb begann eine rasche Entwicklung.

### Ab der Gemeindegründung
Ursprünglich war nicht Neusorg Gemeindesitz, sondern der Ort Schwarzenreuth. Neusorg hatte jedoch vor allem durch den Eisenbahnbau und durch Flüchtlinge nach dem Zweiten Weltkrieg eine wesentlich größere Einwohnerzahl als Schwarzenreuth erreicht. Am 17. September 1949 wurde die bisherige Gemeinde Schwarzenreuth in Gemeinde Neusorg umbenannt.

#### Gebietsreform
Vor der Gebietsreform der 1970er Jahre gehörte Neusorg zum Landkreis Kemnath und bestand neben dem Hauptort aus den Gemeindeteilen Schurbach, Schwarzenreuth, Stockau, Stöcken (Nord) und Wäsch.
Im Zuge der Gebietsreform in Bayern wurde am 1. Januar 1978 die Gemeinde Riglasreuth eingegliedert. Am 1. Mai 1978 folgte Wernersreuth von der aufgelösten Gemeinde Oberwappenöst.
Am 1. Januar 1978 trat Neusorg den größten Teil der Streusiedlung Schurbach mit etwa 100 Einwohnern an die Stadt Waldershof ab.

### Einwohnerentwicklung
Zwischen 1988 und 2018 sank die Einwohnerzahl von 2164 auf 1926 um 238 bzw. um 11 %.

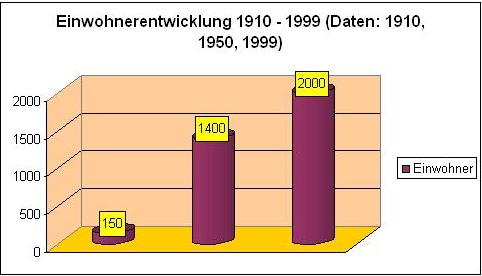
Neusorger Einwohnerentwicklung

## Religionen

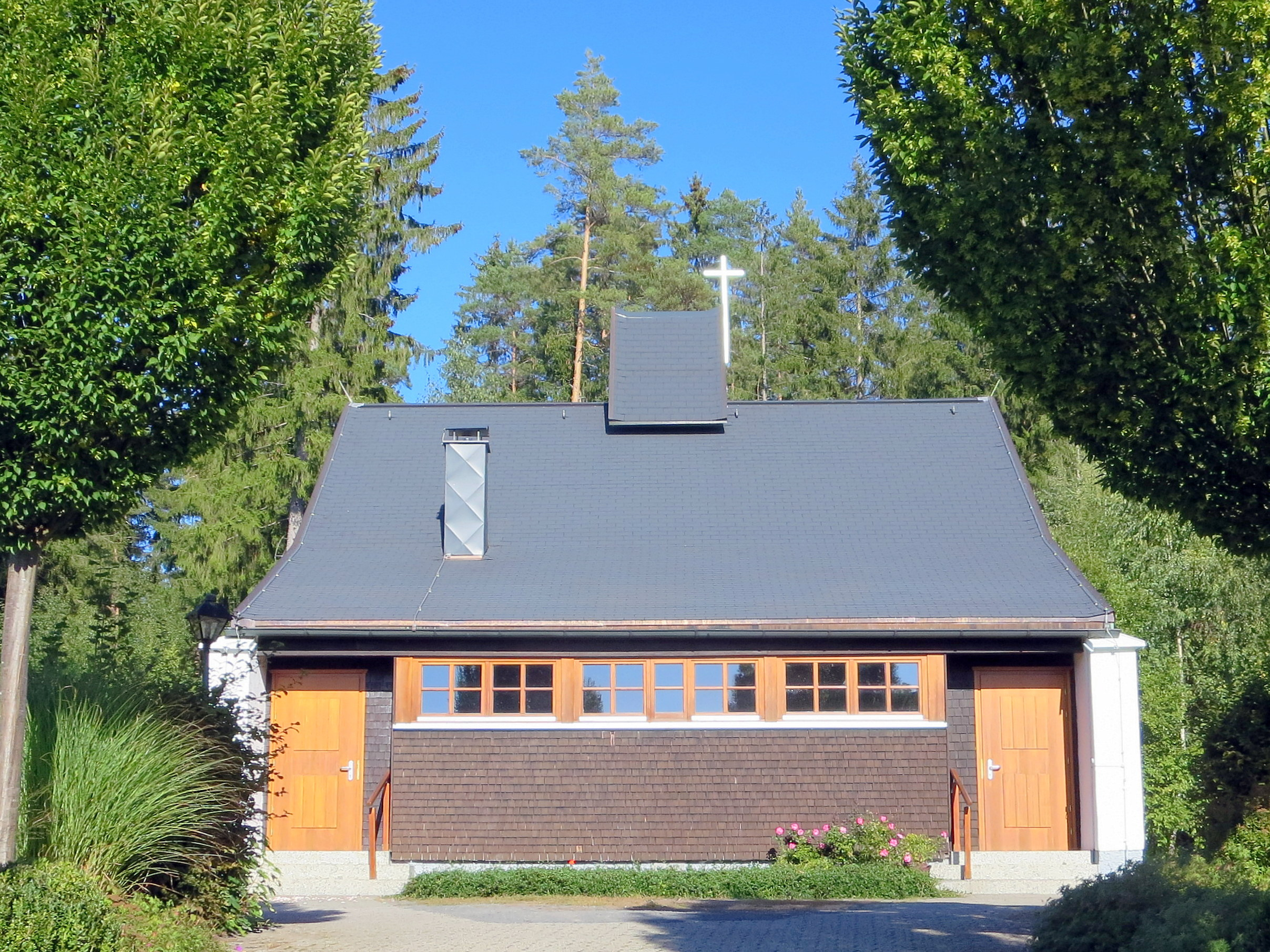
Evangelisch-lutherische Christuskirche in Neusorg

Die Bewohner sind größtenteils katholisch. Der erste Geistliche kam am 1. August 1930 nach Neusorg (Expositus Josef Losch). Am 1. September 1946 wurde der Grundstein der Pfarrkirche gelegt, die der Heiligen Jungfrau, Gottes Mutter Maria geweiht ist. Es gibt auch eine kleine evangelische Kirche im Dorf.

## Politik

### Verwaltung
Neusorg ist Sitz der Verwaltungsgemeinschaft Neusorg, deren Mitglied die Gemeinde ist.

### Bürgermeister
Zur Bürgermeisterwahl 2020 traten Peter König (SPD) und Oliver Becher (CSU) als Kandidaten an. Gewählt wurde Peter König mit 988 Stimmen (80,6 %). Oliver Becher erhielt 238 Stimmen (19,4 %). Die Wahlbeteiligung lag bei 76,8 %.

### Gemeinderatswahl 2020
- CSU: 5 Sitze (41,8 %)
- SPD: 5 Sitze (37,5 %)
- Überparteiliche Wählergemeinschaft (ÜWG) Neusorg: 2 Sitze (20,7 %)

### Wappen
| Wappen von Neusorg | Blasonierung: „Unter schwarzem Zinnenschildhaupt in Gold über zwei schräggekreuzten schwarzen Reuthauen ein halber springender Hirsch.“ |
| Wappen von Neusorg | Die Gemeinde führt das Wappen seit 1980.                                                                                                |

### Gemeindepartnerschaften
- Seit dem 1. Juni 1991 besteht eine Partnerschaft mit der Gemeinde Skalná im westlichen Tschechien.

## Kultur und Sehenswürdigkeiten

### Baudenkmäler
- Schloss Riglasreuth
- Schloss Schwarzenreuth
- Patrona Bavariae

### Baumdenkmal
Das Baumdenkmal für die Deutsche Einheit auf dem Allwetterplatz der Fichtelnaabtal-Grundschule Ebnath-Neusorg wurde am 20. Oktober 2015 gepflanzt.

### Sport
- Fischereiverein 1987 Neusorg e. V.
- Kegelclub Neusorg
- Schützenverein „Schützenblut“ Neusorg
- SV Neusorg
- SV Riglasreuth
- TuS Neusorg

## Verkehr
Schienenverkehr
Der Bahnhof Neusorg liegt an der Bahnstrecke Nürnberg–Cheb. 
Die aufgelassene Bahnstrecke Neusorg–Fichtelberg war eine Nebenbahn in Bayern. Sie verband als südlichste Stichbahn ins Fichtelgebirge die Gemeinde Fichtelberg im oberfränkischen Landkreis Bayreuth mit dem Bahnhof Neusorg im oberpfälzischen Landkreis Tirschenreuth an der Hauptbahn Nürnberg–Cheb
Straßenverkehr
Durch das Gemeindegebiet verläuft die Staatsstraße 2181, von Ebnath im Norden zur Staatsstraße 2177 im Süden (höhenfreier Anschluss). Durch den Ort gehen die Kreisstraße TIR 9 (nach Osten, Pullenreuth) und die TIR 16 (nach Norden, Schwarzenreuth).

## Söhne und Töchter der Stadt
- Ludwig Gillitzer (1905–1980), deutscher Verwaltungsjurist und Ministerialdirektor
- Edmund Stauffer (1925–2013), katholischer Prälat und Domdekan des Regensburger Doms, Ehrenbürger von Neusorg (1993)
- Werner Ablass (1949–2018), Buchautor und Coach